# Bronisław Tusk

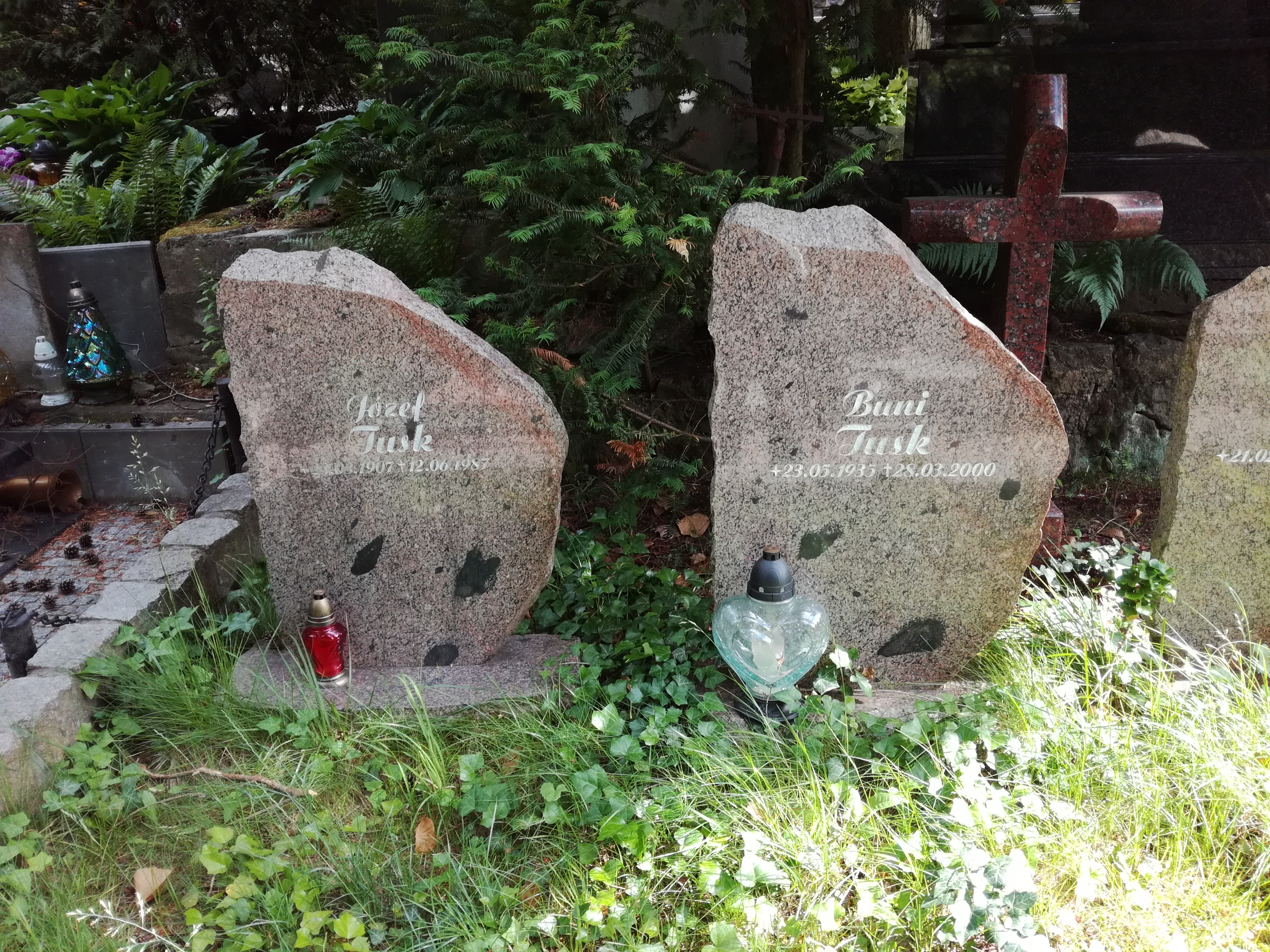
Grób Bronisława Tuska i jego ojca (Józefa Tuska) na cmentarzu katolickim w Sopocie

Bronisław „Buni” Tusk (ur. 23 maja 1935 w Gdańsku, zm. 28 marca 2000 tamże) – polski rzeźbiarz, ceramik i malarz, legenda gdańskiej bohemy. Syn Józefa Tuska, stryj polityka Donalda Tuska.

## Życiorys
Absolwent Liceum Technik Plastycznych w Zakopanem (1961), Akademii Sztuk Pięknych w Warszawie i Państwowej Wyższej Szkoły Sztuk Plastycznych w Gdańsku (dyplom w 1965). W drugiej połowie lat 70. XX w. związany był z grupą artystyczną Wspólność .
Najbardziej znane są jego statuetki „Pióro”, „Wiatr od morza”, „Pegaz”, „Don Kichot”. Prace Buniego wystawiane były w Berlinie, Lundzie, Leningradzie. Nagrodzony na ogólnopolskiej wystawie w BWA w Sopocie za siedem rzeźb z cyklu muzycznego. Otrzymał także (zespołowo) nagrodę na Biennale Sztuki w Wenecji i Berlinie za drzeworyty odbijane na tkaninie. Jego prace znajdują się w zbiorach polskich i w kolekcjach zagranicznych, m.in. w Museum of Modern Art w Nowym Jorku czy w Pałacu Cesarskim w Pekinie (w dziale sztuki pozachińskiej inspirowanej sztuką chińską).
Bronisław Tusk był autorem tablicy pamiątkowej poświęconej gdańskiemu grafikowi Ryszardowi Stryjcowi, umieszczonej na fasadzie kamienicy, w której mieszkał, przy Targu Rybnym w Gdańsku.
Został pochowany na cmentarzu katolickim w Sopocie. Gdańska pracownia Bronisława Tuska, od 1979 mieszcząca się przy ul. Kaletniczej na Głównym Mieście, była miejscem spotkań literatów. W 2005 na froncie kamienicy została umieszczona tablica pamiątkowa.